# Parpaner Schwarzhorn
Das Parpaner Schwarzhorn (2683 m ü. M) ist ein Berg auf der Lenzerheide im Kanton Graubünden in der Schweiz. Es liegt in den Plessur-Alpen und gehört zu den Gemeinden Chur und Churwalden. Der Berg ist von Urden und Farur her durch Bergwanderwege (Grad T2) erschlossen. Er kann auch vom Urdenfürggli aus leicht bestiegen werden.

## Quelle
- Manfred Hunziker: Ringelspitz/Arosa/Rätikon, Alpine Touren/Bündner Alpen, Verlag des SAC 2010, ISBN 978-3-85902-313-0, S. 290.